# Pycnandra pubiflora
Pycnandra pubiflora är en tvåhjärtbladig växtart som beskrevs av Swenson och Jérôme Munzinger. Pycnandra pubiflora ingår i släktet Pycnandra och familjen Sapotaceae. Inga underarter finns listade i Catalogue of Life.